# Maria (film, 2003)
Pour plus de détails, voir Fiche technique et Distribution.
Maria est un film roumain réalisé par Călin Peter Netzer et sorti en 2003.

## Fiche technique
- Titre : Maria
- Réalisation : Călin Peter Netzer
- Scénario : Gordan Mihic et Călin Peter Netzer
- Costumes et décors : Alexandru Zidaru
- Photographie : Mihail Sarbusca
- Montage :  Melania Oproiu
- Son : Constantin Fleancu et Cristian Tarnovetchi
- Musique :  Petru Margineanu
- Sociétés de production : Artis Films - Pandora Film - Ciné Manufacture - Artis Films Romania
- Pays de production :  Roumanie -  France -  Allemagne
- Durée : 97 minutes
- Dates de sortie :
  - Suisse : août 2003 (Festival de Locarno)
  - France : 30 mars 2005[1]

## Distribution
- Diana Dumbrava : Maria[2]
- Horațiu Mălăele : Milco
- Serban Ionescu : Ion
- Luminita Gheorghiu : Maia
- Rona Hartner : Nuti

## Distinctions

### Récompenses
- Prix spécial du jury du Festival de Locarno[3]
- Léopard de la meilleure interprétation féminine au Festival international du film de Locarno 2003
- Nomination dans la catégorie « Meilleure actrice » à la Cérémonie des prix du cinéma européen 2003

### Sélections
- Festival international du film de Bratislava 2003
- Festival international du film de Chicago 2003
- Festival international du film de Sofia 2004